# Bruno Erhard Abegg
Pour les articles homonymes, voir Abegg.
Bruno Erhard Abegg, né le 17 janvier 1803 et mort le 16 décembre 1848, est un homme politique et juriste prussien. 

## Biographie
Abegg est né à Elbing en province de Prusse-Occidentale, où son père était un commerçant et le Conseil Privé du Commerce.
À partir de 1822, Abegg a commencé à étudier le droit aux universités de Heidelberg et de Königsberg, et a pratiqué à Dantzig et à Königsberg. En 1831, il acheta un manoir à Fischhausen, dont il devint le chef le 23 avril 1833. Il a ensuite déménagé à Königsberg, où il est devenu surintendant de la police. En 1845, il reçut le titre de Conseil privé du gouvernement à Berlin et fut envoyé à Breslau en tant que commissaire royal du chemin de fer de Haute-Silésie (de).
Il devient vice-président du Comité des cinquante à Francfort. Plus tard, il a été membre de l'Assemblée nationale à Berlin, où il est décédé d'une maladie.
Abegg était un cousin du criminaliste Julius Friedrich Heinrich Abegg.